# Collège National Ienăchiță Văcărescu
 (octobre 2023).
Le Collège National Ienăchilă Văcărescu (en roumain: Colegiul national Ienăchilă Văcărescu) est une institution d'enseignement secondaire situé dans la ville de Târgoviște, Județ de Dâmbovița, Roumanie.
Il a été créé à la fin du XIXe siècle et est le plus ancien lycée de la ville,,,,.